# Distretto di Thiruvananthapuram
Il distretto di Thiruvananthapuram è il più meridionale dello stato indiano del Kerala; il suo capoluogo è Thiruvananthapuram, la quale è anche la capitale dello stato.
Il distretto occupa un'area di 2192 km² e, con oltre 3 milioni di abitanti (2001), è il secondo distretto del Kerala, per popolazione. È diviso in quattro talukas (unità governativa indiana): Thiruvananthapuram, Chirayinkil, Nedumangad, e Neyyattinkara.

## Geografia fisica

### Aspetti fisici
Il distretto è situato tra le latitudini 8°17' e 8°54'N e longitudini 76°41' e 77°17'E. L'estremità più meridionale si trova ad appena 54 km dall'estrema punta sud del subcontinente indiano, Capo Comorin (Kanyakumari). Il territorio comprende 78 km di costa, prevalentemente bassa a sabbiosa, di fronte al Mare Arabico.
Il distretto può essere suddiviso in tre regioni geografiche: quella degli altopiani, la zona centrale e la pianura costiera. Le regioni ad ovest sono occupate dagli altopiani e dalle cime dei monti Ghati Occidentali, chiamati Cardamom Hills in quasi tutto il Kerala; l'area presenta le caratteristiche climatiche ideali per la coltivazione del tè, particolarmente diffusa, e cardamomo (come sembra suggerire anche lo stesso nome proprio delle montagne). Spontanei si ritrovano inoltre legni pregiati come il teck e il palissandro. L'altitudine media dei Ghati in questo punto è di 814 metri, mentre la punta più alta raggiunge i 1869 metri s.l.m.
La regione centrale è invece caratterizzata dalla presenza di colline, che dai Ghati degradano fino alla pianura costiera; l'area è intensamente sfruttata per l'attività agricola, in particolare per la coltivazione del riso, spezie ed anacardi.
Il tratto costiero appare attraversato da un fitto dedalo di fiumi e torrenti, e diverse conche naturali hanno dato origine a numerosi laghi e lagune interne. La vegetazione è costituita quasi per intero da palme da cocco.

### Clima

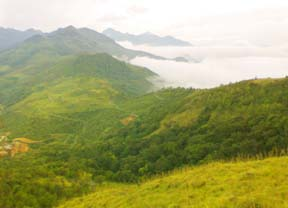
Le colline di Ponmudi, nell'entroterra del distretto di Thiruvananthapuram

La presenza di fitte foreste fa sì che l'umidità ristagni, favorendo le precipitazioni. Le temperature nelle aree montane possono anche essere rigide, mentre nel tratto costiero le massime raramente non raggiungono i 27 °C. Durante il monsone di sud-ovest, nei mesi di giugno-settembre, si registrano temperature più fresche e il tasso di umidità si stabilizza attorno al 95%; il monsone di nord-est, nel mese di ottobre, apporta una seconda ondata di precipitazioni. Dal mese di febbraio, le temperature risalgono notevolmente, raggiungendo punte massime di oltre 35 °C; un'area di alta pressione si instaura su tutta l'India e le piogge sono scarse, anche se, saltuariamente, l'umidità trattenuta dalle foreste si concentra in nubi temporalesche.

### Flora e fauna
Il distretto ospita, tra le varietà botaniche, diversi endemismi, i quali vanno da alcune specie di orchidee fino a piante officinali e spezie. Il taluk di Nedumangad è uno dei centri di produzione di pepe a livello nazionale. Lungo la fascia costiera, la specie predominante è quella della palma da cocco, a cui si alternano le risaie.
Le specie selvatiche più importanti sono l'elefante indiano, il gaur, diverse specie di scimmie e rettili. La riserva naturale più importante è quella di Neyyar, sui Ghati Occidentali, e comprende un'area protetta soggetta ogni anno ad ampliamento: attualmente risulta estesa su quasi 777 km². La grande area boschiva ai piedi della catena di Kulathupuzha è l'habitat di specie rare di serpenti e lucertole. Tra i mammiferi carnivori, spiccano senza dubbio la tigre, lo sciacallo dorato, il gatto della giungla e il leopardo; tra gli erbivori, oltre all'elefante, si trovano alcune popolazioni di cervi pomellati e sambar. Le aree lagunari sono frequentate dai coccodrilli, mentre nel sottobosco prosperano serpenti e testuggini. Si stima che nel distretto siano presenti circa 75-80 specie di serpenti, alcuni di questi molto velenosi.

### Foreste
Il distretto di Thiruvananthapuram possiede 495,145 km² di foreste: queste aree boscate possono essere classificate in tre categorie: foreste tropicali umide sempreverdi, foreste tropicali parzialmente sempreverdi e foreste tropicali umide decidue. Le specie Veeti (Dalbergia latifolia), Thembavu (Terminalia crenulata), Aini (Artocarpus hirsutus), Plavu (Artocarpus heterophyllus), Akil (Dysoxylum malabaricum), Venga (Pterocarpus marsupium), Venthekku (Lagerstroemia lanceolata), Manjakadamb (Adina cordifolia) e Irul (Xylia xylocarpa) sono le principali fonti di legname. Programmi di silvicoltura sono perfezionati dalla Banca Mondiale e sostenuti dal Kerala Social Forestry Project, dal National Rural Employment Programme (NREP) e dal Rural Fuel Wood Schemes.

### Idrografia
Tre sono i fiumi principali. Il Neyyar, della lunghezza di 65 km, è il più meridionale dello stato del Kerala, e ha origine sotto la cima dell'Agasthyamala, la seconda vetta più alta dei Ghati Occidentali; il Karamana (64 km) ha le sue sorgenti presso il Vayuvanthol e a poca distanza dalla sua foce lambisce la città di Thiruvananthapuram; infine, il Vamanapuram discende da Chemunji Mottai. I laghi principali sono quello di Veli, nei pressi della capitale, il Kadinamkulam Anchuthengu(Anjengo), il Kaappil, l'Akathumuri ed i laghi di Edava-Nadayara. A questi si aggiunge il lago Vellayani, a breve distanza da Thiruvananthapuram, che in futuro potrebbe diventare la principale fonte di approvvigionamento idrico della città.

## Società

### Evoluzione demografica
Secondo i dati del censimento del 2001, la popolazione del distretto ammonta a 3.234.356 unità. I dettagli sono riassunti nella seguente tabella:
| Dato                      | Valore                |
| ------------------------- | --------------------- |
| Popolazione               | 3.234.356 ab.         |
| Maschi                    | 1.569.917             |
| Femmine                   | 1.664.439             |
| Rapporto tra i sessi      | 1058 (f. per 1000 m.) |
| Densità                   | 1476 ab/km²           |
| Tasso di alfabetizzazione | 90,38%                |

Il Malayalam è la lingua più diffusa; Verso il confine col Tamil Nadu è diffusa pure la Lingua tamil. A Thiruvananthapuram, oltre a questi due idiomi, si parla pure in piccola percentuale il Gujarati e l'Hindi. In tutto il distretto, la gran parte della popolazione è in grado di capire e di parlare l'inglese, almeno ad un livello base.

### Religione
La religione Hindu è di gran lunga la più diffusa, seguita dal Cristianesimo e dall'Islamismo. La popolazione Hindu è organizzata secondo l'antico sistema delle caste, così come in tutto il resto del Paese; le comunità Cristiane appartengono principalmente alla religione Cattolica e a quella Ortodossa; i Musulmani sono in massima parte Sunniti. Tutti i gruppi religiosi sono legati fra di loro sia da vincoli economici che sociali, e non vi è alcun tipo di tensione tra le diverse comunità, le quali, oltre che celebrare le proprie festività religiose, partecipano alle celebrazioni di tutte le altre religioni presenti.

### Condizioni socio-economiche
Più del 50% della popolazione dipende dall'agricoltura di sussistenza. La manovalanza agricola costituisce il 42% dell'intera classe operaia. All'interno della capitale, i settori più sviluppati appaiono quelli legati all'impiego statale e amministrativo, e al settore informatico e dell'alta tecnologia. Negli ultimi 10 anni tuttavia, il tasso di disoccupazione è notevolmente salito, causando tra le altre cose un aumento del tasso di suicidî.

## Amministrazione
| Taluk                    | Capoluogo          | Numero di centri |
| ------------------------ | ------------------ | ---------------- |
| Neyyattinkara Taluk      | Neyyattinkara      | 29               |
| Thiruvananthapuram Taluk | Thiruvananthapuram | 30               |
| Nedumangad Taluk         | Nedumangad         | 28               |
| Chirayinkeezh Taluk      | Attingal           | 33               |

La sede centrale dell'amministrazione del distretto è a Vanchiyood, nella città di Thiruvananthapuram, a breve distanza dal Segretariato di Stato e dalla Stazione Centrale. A capo del distretto vi è il District Collector (Capo Distretto), il quale è assistito da cinque Deputy Collectors, che si occupano delle questioni generali, l'acquisto dei terreni, riforme ed elezioni.
Il District Collector ha pure la carica di Magistrato di Distretto ed è assistito da un vice-magistrato e dal Revenue Divisional Officer. Le quattro talukas di Neyyattinkara, Thiruvananthapuram, Nedumangad e Chirayinkeezh sono a loro volta controllate da un Tahsildar (una sorta di presidente). Il numero totale dei villaggi e cittadine all'interno del distretto è pari a 120. Nel distretto ci sono due collegi elettorali parlamentari: Chirayinkeezh, con collegio elettorale numero 19, e Thiruvananthapuram, con collegio elettorale numero 20.

## Settore primario

### Agricoltura
L'agricoltura è stata l'attività principale degli abitanti dell'area fin da epoche remote. Oltre il 42% della popolazione totale dipende dall'attività agricola. Le fertili aree pianeggianti alle pendici delle colline sono le più adatte e sfruttate; la palma da cocco è coltivata su un'area di 843,08 km²,e la produzione annuale di noci di cocco supera i 500 milioni di unità. L'albero della gomma è coltivato invece su circa 270 km² e la sua produzione si aggira sulle 30,7 t.
| Prodotti       | Area coltivata (km²) | Produzione (t)      |
| -------------- | -------------------- | ------------------- |
| Riso           | 113,68               | 19.610              |
| Pepe           | 50,90                | 1.824               |
| Zenzero        | 1,08                 | 313                 |
| Tapioca        | 252,53               | 500.101             |
| Cocco          | 843,08               | 516 milioni di noci |
| Tè             | 9,65                 | 608                 |
| Gomma naturale | 269,99               | 30.717              |

- Fonte: Farm Guide 2000

### Allevamento
L'allevamento del pollame è molto diffuso, in relazione al suo consumo; in seguito a ciò sono sorte nel distretto numerose cliniche veterinarie (attualmente ce ne sono 23), 76 farmacie veterinarie e ben 144 centri. Il latte è distribuito ai consumatori dal caseificio con sede ad Ambalathara, 3 km a sud di Thiruvananthapuram. Quasi 147.000 litri di latte sono distribuiti ogni giorno dalle società operanti nel settore.

### Pesca
Grazie alla presenza di 78 km di coste, nella quasi totalità basse e sabbiose, le attività legate alla pesca sono in forte sviluppo; Le località marittime di Varkala, Anchuthengu, Marianad, Poonthura, Vizhinjam e Poovar hanno un'economia basata principalmente su quest'attività. I pescatori attivi sono circa 200.000, che all'anno apportano sui mercati ittici 32.000 t di pesce. Le specie più diffuse sono sardine, pesce gatto, pesce persico, sgombri e tonni. Le attività di sviluppo e perfezionamento del settore sono svolte dal Department of Fisheries, Matsyafed, Fish Farmers Development Agency (FFDA) e dal Brackish Water Fish Farmers Development Agency (BWFFDA).

## Economia

### Industria
Nel 2002 vi erano 901 società industriali registrate; tra queste vi erano mulini per la produzione di olio di semi e di cocco, impianti tessili, segherie, industrie della gomma, chimiche, e officine. Il S.M.S.M. Institute da Thiruvananthapuram si preoccupa di introdurre sul mercato i prodotti artigianali tipici. Al 31 marzo 2003 vi erano 28.918 piccole e medie imprese che fornivano 115.597 posti di lavoro. In forte sviluppo il settore della produzione di software, grazie alla presenza in città del Technopark, e quello cinematografico. Il distretto produce ed esporta l'80% dell'intera produzione di software dello stato del Kerala.

## Settore terziario

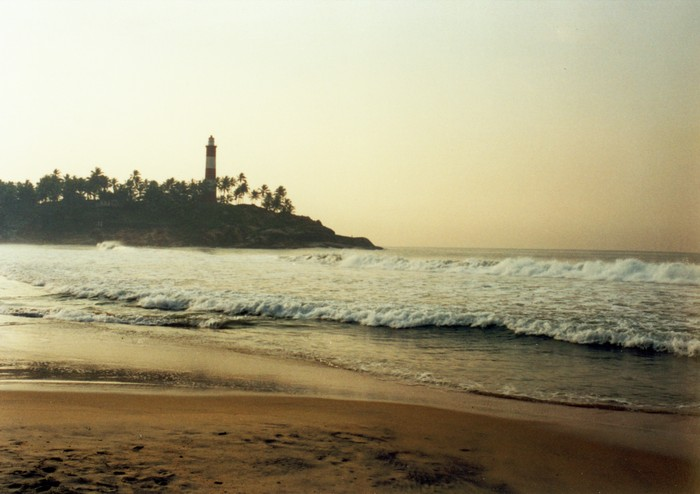
La spiaggia di Kovalam, rinomata località balneare

### Servizi e istruzione
Il Technopark fu fondato, nel 1995, per lo sviluppo delle tecnologie elettroniche e informatiche; è stato il primo centro operativo nel settore di tutta l'India. L'istruzione è garantita attraverso un gran numero di Primary, Secondary e High Schools sparse in tutto il territorio; Thiruvananthapuram è sede di molte università, tra le quali la Kerala University e l'Ayurveda College.

### Turismo
Un forte contributo all'economia del distretto deriva dalle attività turistiche, particolarmente sviluppate lungo la costa, favorita soprattutto dalla presenza dell'Aeroporto Internazionale di Thiruvananthapuram. In sviluppo soprattutto il turismo medico, per la presenza nella capitale di oltre 50 istituti di studio delle pratiche ayurvediche e dell'Ayurveda College, e favorito dalla grande diffusione presso i Paesi occidentali di queste antiche arti mediche. L'interno offre invece sia la possibilità di esplorare centri rurali, dove è possibile avere uno spaccato della vita degli indiani Keraliti, che quella di osservare all'interno delle aree protette una grande varietà di fauna selvatica.